# Justice Hill
Justice Hill (* 14. November 1997 in Tulsa, Oklahoma) ist ein US-amerikanischer American-Football-Spieler auf der Position des Runningbacks. Er spielte College Football für die Oklahoma State University und wurde im NFL Draft 2019 in der vierten Runde von den Baltimore Ravens ausgewählt.

## Frühe Jahre
Hill ging in seiner Geburtsstadt Tulsa, Oklahoma, auf die High School. Später besuchte er die Oklahoma State University, wo er für das Collegefootballteam zwischen 2016 und 2018 3539 Yards erlief und dabei 30 Touchdowns erzielte.

## NFL
Hill wurde im NFL-Draft 2019 in der vierten Runde an 113. Stelle von den Baltimore Ravens ausgewählt. In seiner ersten Profisaison erzielte er 225 Yards und zwei Touchdowns. 2021 wurde er noch vor der Saison auf die Injured Reserve List gesetzt. Er verpasste die gesamte Saison.
Am 17. März 2023 unterschrieb er einen neuen Zweijahresvertrag bei den Ravens, am 20. September 2024 wurde sein Vertrag um weitere zwei Jahre verlängert.

## Persönliches
Sein jüngerer Bruder Daxton Hill spielt ebenfalls in der NFL auf der Position des Cornerbacks für die Cincinnati Bengals.